# Kraftwerk Fenne
Das Kraftwerk Fenne in Völklingen im Saarland besteht aus mehreren Anlagen, nämlich dem Modellkraftwerk Völklingen (MKV), dem Heizkraftwerk Völklingen (HKV), dem Heizkraftwerk (Fenne I), einer Gasmotoranlage sowie einer Gasturbine. Die Fernwärmeleistung beträgt ca. 600 Megawatt und ist damit eines der größten deutschen Fernwärme-Verbundsysteme. Betreiber und Eigentümer ist die Steag Power GmbH.

## Fenne I
Der Standort Fenne wird seit 1924 als Kraftwerkstandort genutzt. 1923 wurde ein 60-Megawatt-Kraftwerk errichtet, das 1924 in Betrieb genommen wurde. Die gewonnene Energie wurde für die Kohleförderung genutzt. Ein weiterer Ausbau wurde durch den Zweiten Weltkrieg verhindert. Erst 1960 wurde ein neuer Maschinensatz installiert. 1972 wurden zwei neue Dampfkessel eingesetzt.
Das Maschinenhaus sowie das Kesselhaus stehen unter Denkmalschutz.

## Fenne II und III
Mit dem Bau von Fenne II wurde 1954 begonnen. Dabei handelte es sich um ein Kraftwerk in Blockbauweise, das zwei mal 72,5 MW elektrischer Leistung erbrachte. Es wurde 1962 in Betrieb genommen und diente erstmals der öffentlichen Versorgung. Der Block Fenne III wurde 1967 in Betrieb genommen und benötigte nur noch einen Kessel und eine Turbine. Insgesamt lieferte er 163 MW. Es wurde 1996 stillgelegt und abgerissen. Fenne II und III wurden durch das Heizkraftwerk ersetzt. Für 1972 wurde ein weiterer Block, Fenne IV, geplant, dieser wurde jedoch aus Umweltschutzgründen nicht realisiert.

## Modellkraftwerk Fenne
Das Modellkraftwerk wurde am 26. August 1982 in Betrieb genommen und hat eine elektrische Leistung von 179 MW. Es wurde als Prototyp für weitere Kraftwerke geplant und errichtet. Technische Besonderheiten sind der Kühlturm, der vollständig nass gereinigte Rauchgase ableitet, optimierte Brenner, die keinen Katalysator benötigen, sowie die Kombination einer Gasturbine mit einer Wirbelschichtfeuerung. Auf Grund seiner Entsorgung über den Kühlturm wird es auch als „schornsteinloses Kraftwerk“ bezeichnet. Es gewann 1991 den internationalen Kraftwerkspreis der US-amerikanischen Fachzeitschrift Power International. Das Modellkraftwerk liefert die Fernwärme nach Saarbrücken und Völklingen.
Am 13. März 2021 gab Steag bekannt, das Modellkraftwerk zur vorläufigen Stilllegung bei der Bundesnetzagentur angemeldet zu haben. Niedrige Großhandelspreise für Strom und die damit einhergehende seit Jahren sinkende Auslastung des Kraftwerksblocks machen einen wirtschaftlichen Betrieb immer schwieriger. Im Anschluss prüften der Übertragungsnetzbetreiber Amprion und die BNetzA ob eine Systemrelevanz besteht und die Anlage somit in die Netzreserve überführt wird, bzw. ob eine direkte Stilllegung erfolgt. Gemeinsam mit zwei weiteren Kraftwerksstandorten im Saarland wurde das Modellkraftwerk in die Netzreserve überführt und steht seit Anfang April 2024 bereit, um bei Bedarf wieder Strom ins Netz einzuspeisen.

## Heizkraftwerk Fenne
Das Heizkraftwerk ist das jüngste Kraftwerk im Verbund und wurde am 30. November 1989 in Betrieb genommen mit einer elektrischen Leistung von 211 MW. Es wird vorwiegend durch Kohle, kann aber auch durch Grubengasmethan und Koksgas gespeist werden. Es ersetzte Fenne II und III. 2002 und 2003 wurde das Kraftwerk um acht grubengasgefeuerte Gasmotoren erweitert, 2004 wurden weitere sechs Gasmotoren nachgerüstet. Damit ist dort die weltweit größte grubengasbetriebene Motorenanlage mit 42 MW Leistung installiert. Insgesamt liefert das Heizkraftwerk 200 MW Strom und 185 MW Fernwärme.